# Arothron mappa
Az Arothron mappa a sugarasúszójú halak (Actinopterygii) osztályának a gömbhalalakúak (Tetraodontiformes) rendjébe, ezen belül a gömbhalfélék (Tetraodontidae) családjába tartozó faj.

## Előfordulása
Az Arothron mappa előfordulási területe az Indiai- és a Csendes-óceánokban van. Az elterjedése a Dél-afrikai Köztársaságtól és Kelet-Afrikától keletre Queenslandig, azontúl pedig Új-Kaledóniáig és Szamoáig tart; északon a japán Rjúkjú-szigetekig terjed.

## Megjelenése
Ez gömbhal legfeljebb 65 centiméter hosszú. A hátúszóján 11-12 sugár és a has alatti úszóján 10-11 sugár van. A testét számos tüske borítja. Az ivarnyílása körül és a mellúszói alatt fekete foltozás, illetve mintázat látható.

## Életmódja
Trópusi és tengeri halfaj, mely 4-30 méteres mélységek között él a korallszirtek környékén. A tiszta vizű lagúnákban és vízinövényzet között él. Magányos állat. Algákkal, szivacsokkal és fenéklakó gerinctelenekkel táplálkozik.

## Szaporodása
A szaporodáshoz ikrákat rak.

## Felhasználása
A halászata csak kismértékű. Mérgező halfaj.

## Képek

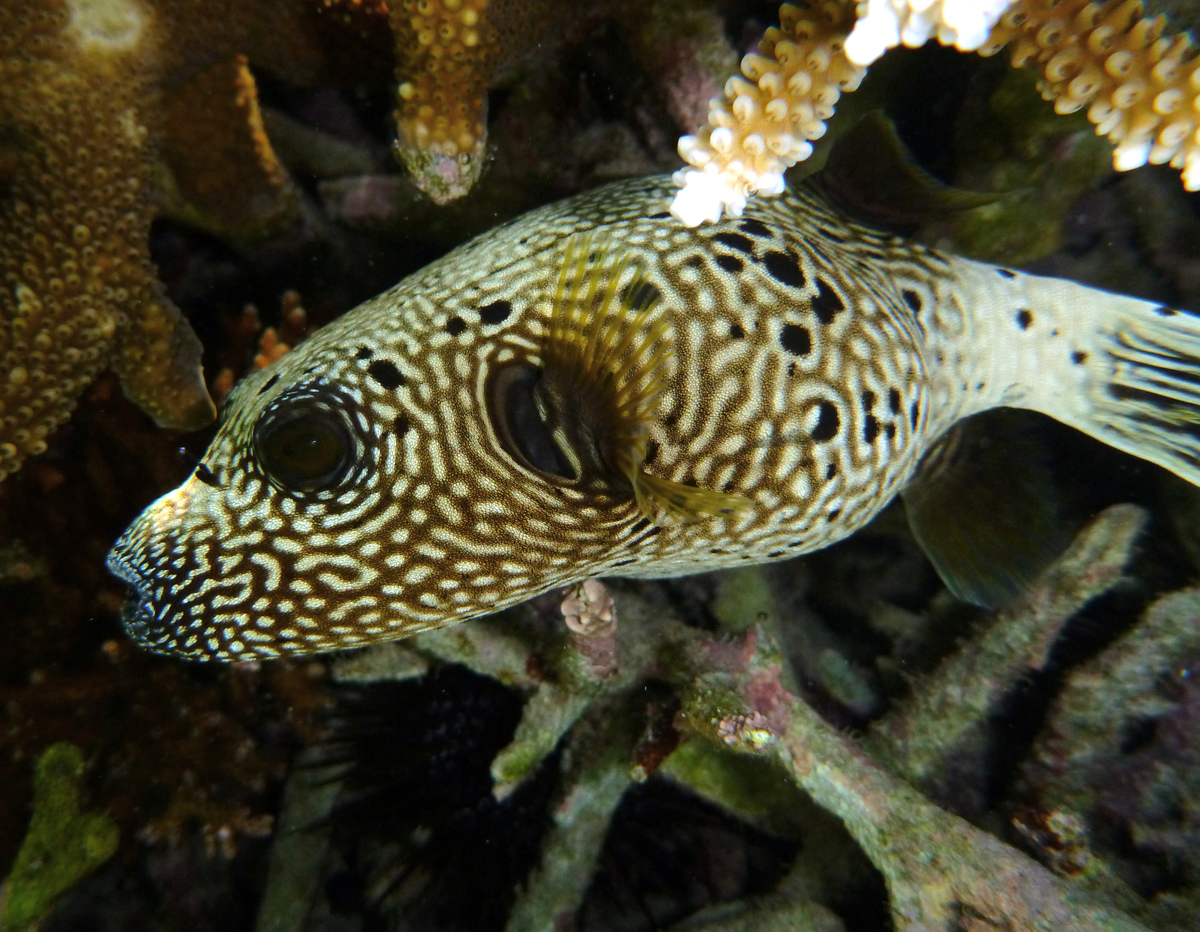
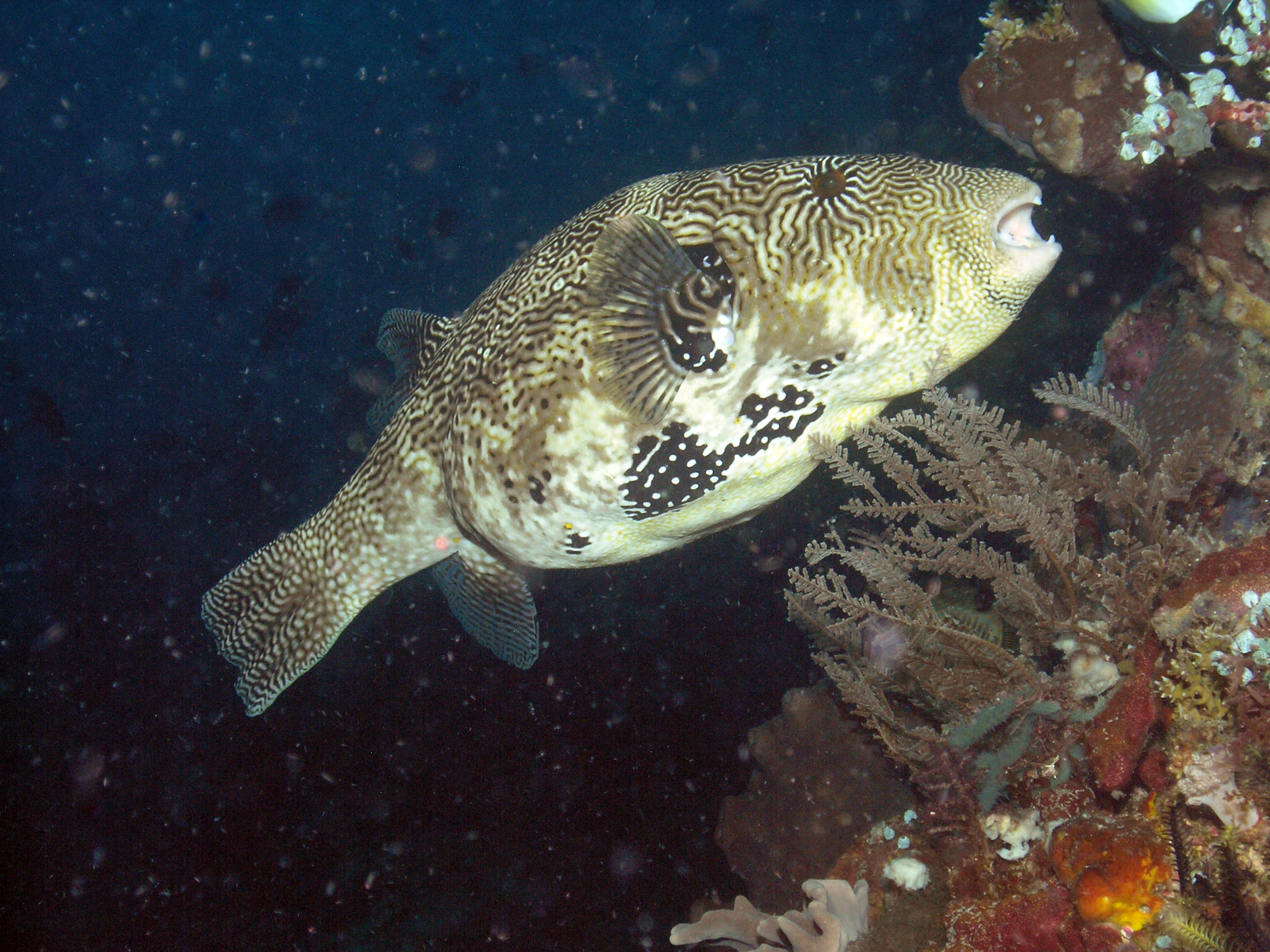
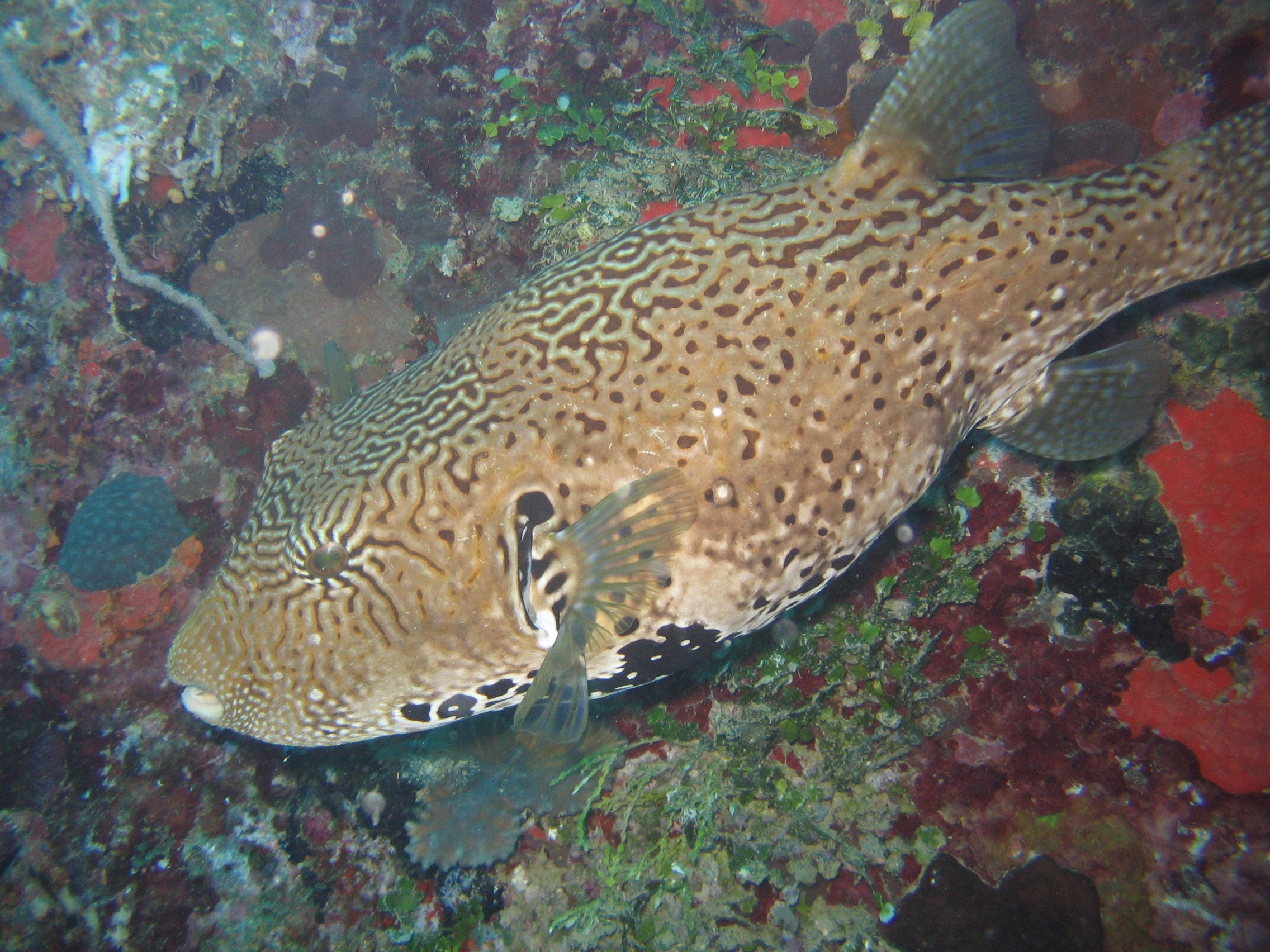